# 倫敦塔的渡鴉

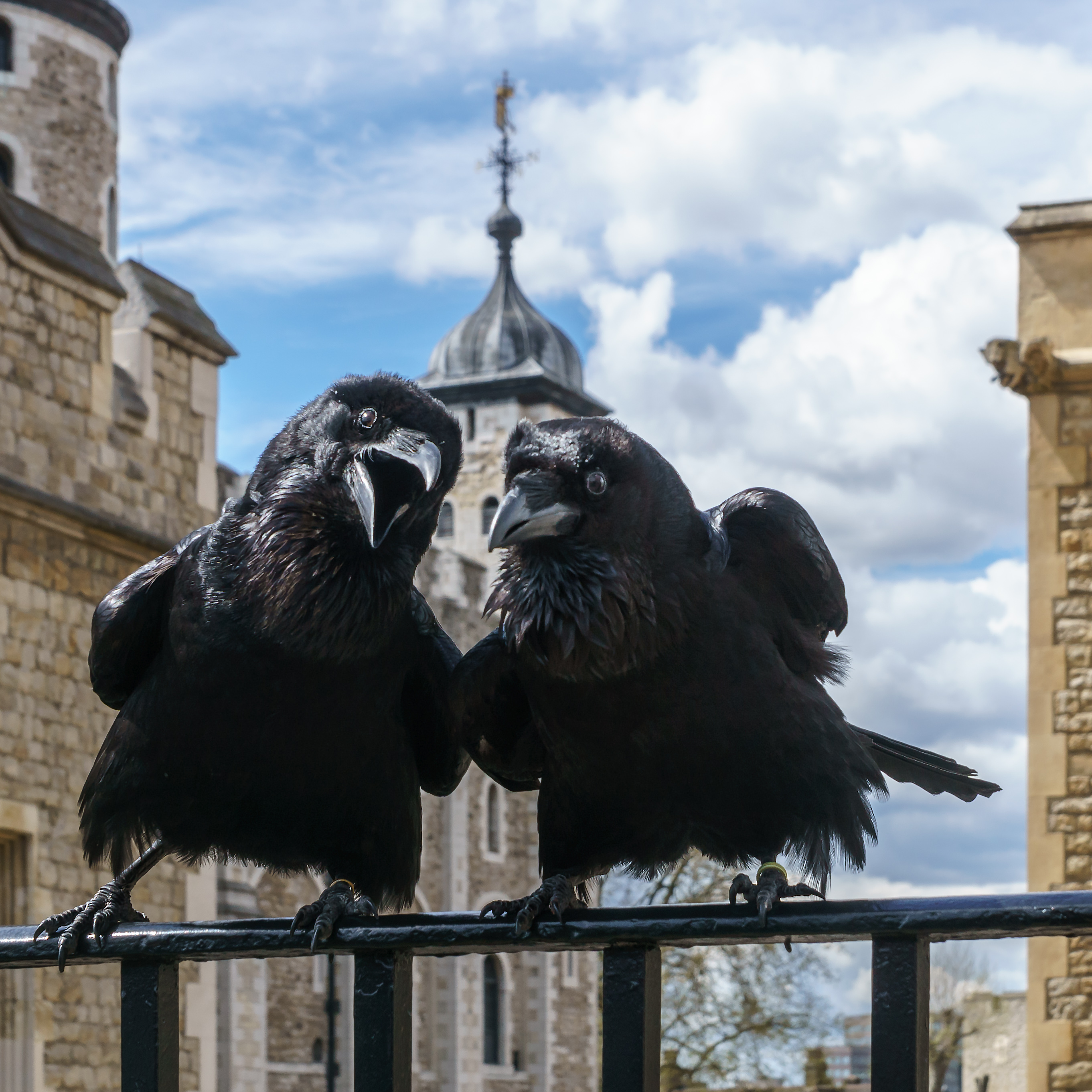
兩隻倫敦塔渡鴉Jubilee與Munin，攝於2016年

倫敦塔的渡鴉（英語：Ravens of the Tower of London）是一群至少六隻圈養的渡鴉（截至2021年已有九隻），牠們生活在倫敦塔裡。 傳統上，人們相信牠們能守護英國王室的國運和倫敦塔。根據一則流傳的迷信：「如果倫敦塔的渡鴉消失或飛走，王冠就會失去權威，大不列顛也會因此滅亡。」 不過，包括倫敦塔官方歷史學家在內的一些學者認為，這個「倫敦塔渡鴉神話」很可能是起源於維多利亞時代的浪漫主義幻想。 目前已知最早記錄倫敦塔圈養渡鴉的資料，是1883年出現的一幅插圖。
歷史上，野生渡鴉曾廣泛分布於英國各地，包括城市地區，倫敦塔也在其自然棲息範圍內。隨著牠們在倫敦及其他傳統棲地逐漸消失，如今僅能在倫敦塔內以圈養方式維持，由官方負責照料。倫敦塔的渡鴉由渡鴉大師每日照顧，該職位隸屬於御用侍從衛士，並帶領由多名侍從衛士組成的助理團隊。當地傳說認為，圈養渡鴉的傳統可追溯到查理二世時期。目前倫敦塔內部分渡鴉是由薩默塞特郡專門飼養繁殖後引入的。

## 歷史

### 傳說的起源
最早將倫敦塔與渡鴉連結起來的傳說，源自威爾斯的擬人化神話說。該傳說講述不列顛人對虐待布蘭溫的愛爾蘭領袖馬索路赫發動的戰爭。布蘭溫的兄弟、受祝福者布蘭命令其追隨者斬首他的頭顱，將其埋於白山（即今日倫敦塔所在地），頭顱面向法國，作為保護英國免受外敵入侵的護符。
「布蘭」（Brân）在現代威爾斯語中即是「渡鴉」之意，而渡鴉具有魔法性與守護能力，廣泛出現在凱爾特神話中。根據凱爾特傳統，布蘭的頭顱被埋於白丘之下，象徵強而有力的保護；如同現代傳說中，渡鴉駐守倫敦塔亦被視為守護的象徵。因此，此故事極有可能源於英國民間傳說。

### 後世的傳說

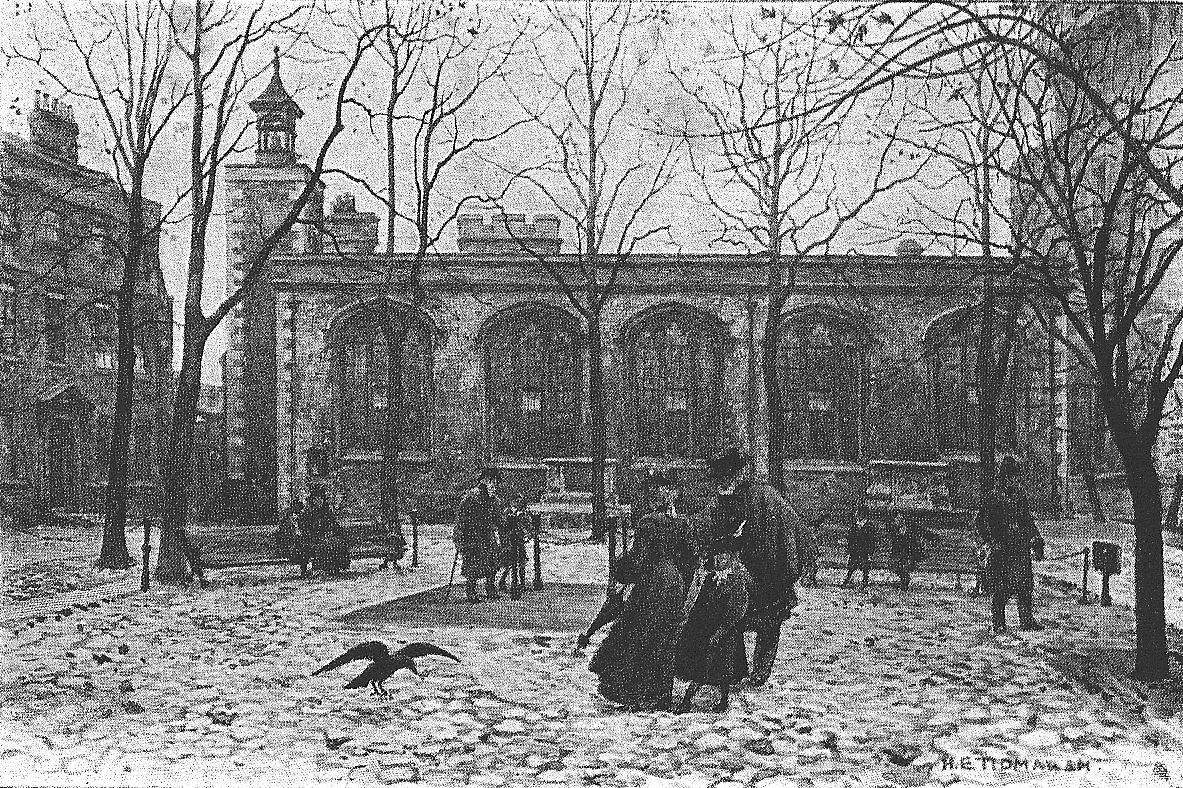
1900年的塔綠地，歷史上，此處偶爾會臨時搭建刑台執行處決，但大多數處決實際發生於城堡外的塔丘。在20世紀前，已有七起處決發生於塔綠地。

根據喬治·約翰·楊赫斯本爵士的記述，1536年安妮·博林被處刑時，「連倫敦塔上的渡鴉也默然無聲地蹲在城垛，靜靜地看著這不尋常的一幕——一位王后即將被處死！」 美國作家博里亞·薩克斯則描述，1554年簡·格雷女王被處決時，渡鴉甚至啄食她斷頭上的眼睛，場面更為駭人。薩克斯在《渡鴉如何來到倫敦塔》（"How Ravens Came to the Tower of London"）一文中分析，最初飼養渡鴉，主要是為了讓倫敦塔作為處刑地點看起來更具戲劇性。 傳說大火後，倖存者為報復渡鴉食屍而獵殺牠們，但佛蘭斯蒂德警告殺光渡鴉是不祥之兆，王國不會持續到最後一隻渡鴉死去。於是查理二世下令在倫敦塔內飼養六隻渡鴉。

### 倫敦的野生渡鴉
渡鴉原生於不列顛以及北半球大部分地區，但近代其繁殖族群多分布於英國較為偏遠的西部高地地區。因為直到16世紀為止，渡鴉既棲息於野外，也常在人類聚居區活動；由於其食腐習性有助於清理街道，城市中甚至曾歡迎牠們的存在。然而，隨著被視為對家畜的威脅，到了19世紀，渡鴉在許多地區因系統性狩獵與槍殺而被徹底消滅。
倫敦野外最後一次有渡鴉築巢的記錄是在1826年於海德公园。不過，英國皇家鳥類保護學會於2004年報告指出，在距離倫敦塔約30英里的近郊郡地區，仍有渡鴉築巢的現象。

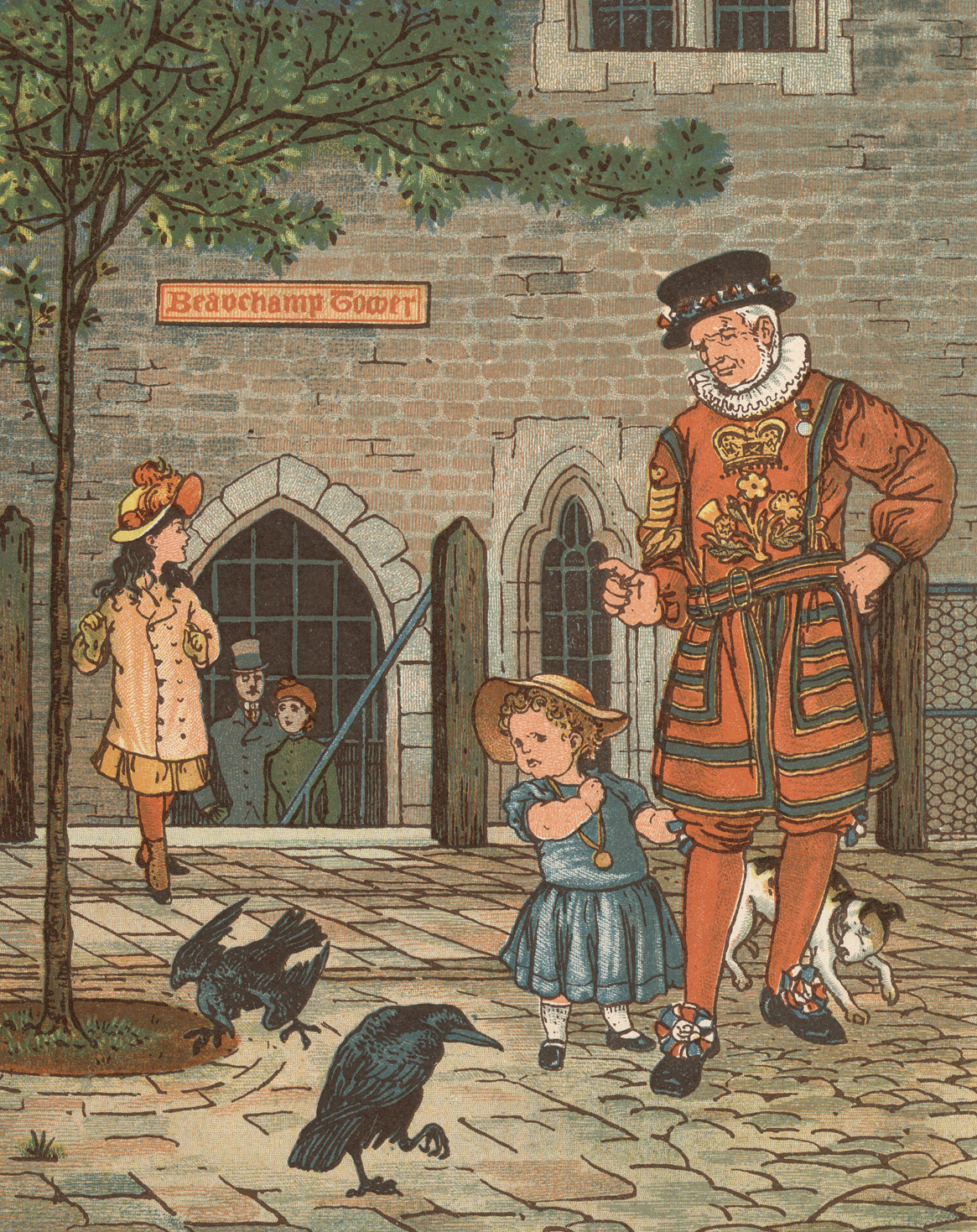
來自1883年兒童書籍《London Town》的插圖，描繪倫敦塔中的渡鴉。

已知最早描繪倫敦塔渡鴉的兩幅圖畫都出自1883年，一幅刊登於報紙《The Pictorial World》的特刊，另一幅則收錄於兒童書籍《London Town》。該書由菲利克斯·李（Felix Leigh）撰寫，插圖由托馬斯·克蘭（Thomas Crane）和伊麗莎白·霍頓（Elizabeth Houghton）負責繪製。:50–53
根據薩克斯的說法，最早提及圈養渡鴉由來的記載，是1918年由喬治·揚赫斯班德爵士所著的《The Tower from Within》。揚赫斯班德指出，這些渡鴉由第四代鄧雷文及芒特伯爵（1841–1926年）提供。鄧雷文家族第二代伯爵曾是德魯伊學者、詩人兼偽造者伊奧洛·摩根的支持者，據稱說服家族相信位於格拉摩根的城堡是渡鴉神被祝福者布蘭的故居。該家族可能將渡鴉視為布蘭的化身，並藉此象徵對倫敦塔的精神主權。:36–40
倫敦塔官方歷史學家、也是皇家軍械庫成員的傑佛瑞·帕奈爾認為，倫敦塔圈養渡鴉的悠久歷史其實是維多利亞時代的產物。帕奈爾在研究中指出，雖然流傳著王冠的存續依賴渡鴉存在的傳說，但他查閱紀錄時發現一句直白的描述：「『一隻都不剩了』——但王室和倫敦塔依然存在。」此段描述指的是二戰後倫敦塔重新開放前的一段時期，當時唯一存活的渡鴉是一對配偶：Mabel和Grip。這對渡鴉後來從塔中消失，據說可能雙雙私奔到附近的樹林。這段故事當時也見於多家美國地方報紙。:80–84
帕奈爾也表示，第一批圈養的渡鴉很可能是由塔中工作人員飼養的寵物。1845年1月，美國作家艾德加·愛倫·坡發表敘事詩《烏鴉}》後，西方世界對這種鳥類產生了濃厚興趣。日本小說家夏目漱石於1900年參觀倫敦塔，並在1906年發表遊記，提到當時塔內有六隻渡鴉，並以此作為行刑前後場景的焦點。但也有評論指出，夏目的文筆「融合幻想、歷史與當下經驗」。

### 第二次世界大戰
關於「若渡鴉離開倫敦塔，英國就會覆滅」的傳說可追溯至1944年7月。當時渡鴉在第二次世界大戰的閃電戰期間，被非正式用作偵測敵方炸彈與飛機的觀察員。:62–73閃電戰期間，除了三隻渡鴉外，其他皆因轟炸或壓力死亡，倖存者為「格里普」（Grip）、牠的伴侶「梅布爾」（Mabel）和另一隻名為「寶琳」（Pauline）的渡鴉。 不過，格里普與梅布爾很快也「消失」了。
隨後，時任首相溫斯頓·邱吉爾下令補充新的渡鴉，使族群恢復到原定數量。倫敦塔的渡鴉被視為王國士兵，並獲發與軍人和警察相同的誓詞認證卡。牠們像軍人一樣，也可能因有損良好秩序與紀律的行為而被「勒令退伍」。

### 近代
如今，倫敦塔的渡鴉已成為倫敦市的重要動物族群之一。遊客被告知不要餵食渡鴉，因為牠們若感受到威脅可能會啄人。自1987年起，塔內的渡鴉已納入成功的圈養繁殖計畫。例如，一對名為「查理」（Charlie）和「里斯」（Rhys）的渡鴉，成功孵育並撫育了17隻雛鳥。
1995年，渡鴉查理（Charlie）驚嚇到一隻偵爆犬，結果被狗叼住。警方發言人表示：「這隻鳥可能因驚嚇過度而死亡。」
2003年，俄羅斯總統弗拉基米爾·普京參觀倫敦塔時，據報導被一隻渡鴉的語言能力嚇了一跳；這隻名為「索爾」（Thor）的渡鴉對他隨行人員每人打招呼說：「早安！」2006年H5N1禽流感擴散期間，渡鴉被安置於室內，生活於「特製鳥舍」中。
2012年，為紀念伊利沙伯二世登基鑽禧紀念，一隻名為「鑽禧」（Jubilee）的渡鴉被贈與伊莉莎白二世，後來釋放回倫敦塔，使總數達八隻。
2013年5月，有兩隻渡鴉在倫敦塔內被一隻紅狐咬死，這是首次記錄到塔內發生狐狸襲擊事件，使塔內渡鴉數量降至最低限度六隻。 塔方隨後升級安全設施，並展開由歷史皇家宮殿機構資助的大規模渡鴉居所翻修計畫。
2011年起，克里斯多福·斯凱菲擔任渡鴉大師，截至2018年照顧著七隻渡鴉。斯凱菲將鳥翼和羽毛的修剪量減少三分之一，讓渡鴉能夠飛行，而非只能跳躍或滑翔。他曾讓渡鴉「梅麗娜」（Merlina）飛到泰晤士河畔，但牠總是因和管理員的感情而返回塔內。 在斯凱菲任內，只有一隻名為「穆寧」（Muninn）的渡鴉曾逃跑，後被民眾捕獲。
2019年4月23日（圣乔治），渡鴉「胡金」（Huginn）和「穆寧」（Muninn）孵出四隻雛鳥，這是自1989年以來首次在倫敦塔成功孵化。其一雛鳥被命名為「喬治」（Georgie），以紀念孵化日期。
2021年1月31日，倫敦塔宣布綽號「倫敦塔女王」的「梅麗娜」（Merlina）已數週未現蹤，推測已經死亡。塔方亦於Twitter發布聲明，暫無補充空缺的計劃，但未來希望能從繁殖計畫中迎來新雛鳥。
2021年3月，「胡金」（Huginn）和「穆寧」（Muninn）再次誕下兩隻雛鳥。雄鳥命名為「艾德加」（Edgar），以紀念艾德加·愛倫·坡。 公眾投票選出雌鳥名字為「布蘭溫」（Branwen）。
2024年3月，斯凱菲退休，由巴尼·錢德勒接任倫敦塔新任渡鴉大師。

## 飼養與飲食

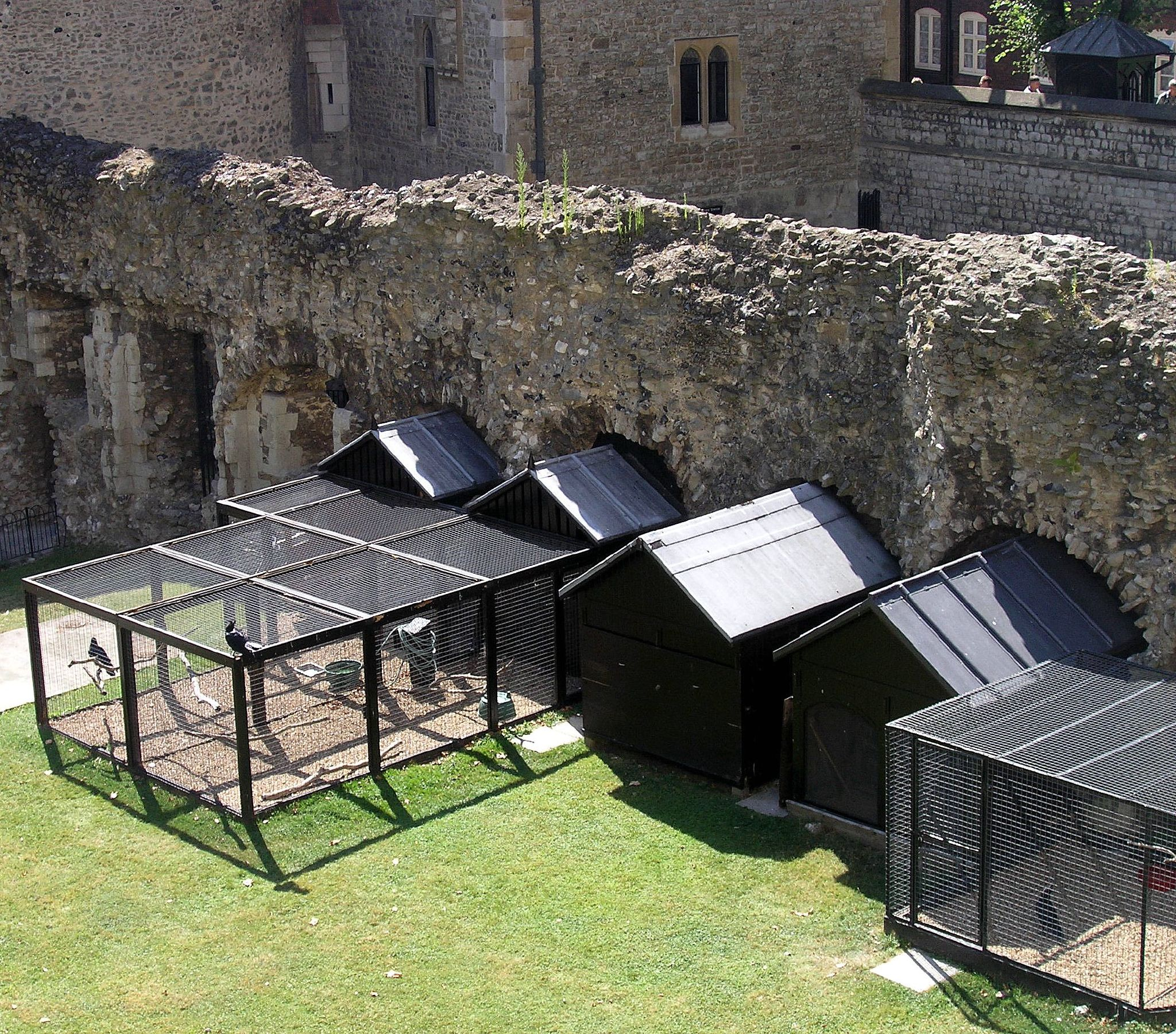
2004年倫敦塔渡鴉的鳥籠

倫敦塔的渡鴉無法飛得太遠，因為牠們其中一側翅膀的飞羽已被剪羽。當僅有一翼被剪時，牠們只能飛行短距離以便停棲。正如博里亞·薩克斯半開玩笑地描述：
如今這些渡鴉幾乎享有皇室般的待遇。就像皇室成員一樣，渡鴉住在宮殿裡，有僕人服侍。牠們由國家公費供養，作為交換，必須在極盡華麗的場所向大眾展示自己。只要遵守一些基本規則，無論是皇室還是渡鴉，都無需做出非凡的貢獻。
若談政治與外交權力，當今的皇室與渡鴉相差無幾。但此處所謂的「權力」，也可理解為籠罩在渡鴉與君主身上的神秘與魅力光環。:17
每隻渡鴉腳上皆佩戴不同顏色的腳環，以便辨識個體身分。倫敦塔飼養的渡鴉壽命曾超過40年。每隻渡鴉皆有自己的名字，並由渡鴉大師負責照料。牠們的飲食受到細心管理。日常食物包括生肉，通常是肝臟、羊心、牛肉或豬肉邊角料；隔日補充帶殼水煮蛋與沾有血液的鳥用餅乾。偶爾也會給予帶毛的兔肉提供纖維來源。每週固定對渡鴉進行健康檢查，每三週修剪右側翅膀的飛羽，以防牠們飛離倫敦塔。

## 軼事
倫敦人普遍喜愛這些渡鴉，但偶爾也因個別鳥隻行為不當而失寵。例如，一隻名為「喬治」（George）的渡鴉因破壞電視天線，遭撤銷「皇家任命」，並被遣送往威爾斯。關於此事，當時還發布了特別公告：
 
1986年9月13日星期六，渡鴉喬治（1975年入役）被調往威爾斯山地動物園。因失當行為，服務不再需要。
1996年，又有兩隻渡鴉因「行為不檢」被驅逐出倫敦塔。
儘管一側飛羽已被剪除，倫敦塔的渡鴉仍偶有逃離崗位的情況。1981年，一隻名為「格羅格」（Grog）的渡鴉，在為王室忠誠服役21年後，決定離開倫敦塔，棲息於一家酒館附近。 另一隻名為「梅貝爾」（Mabel）的渡鴉則在第二次世界大戰後不久遭人綁架離開，至今成為未解之謎。
另一則趣聞則與「詹姆斯·鴉」（James Crow）和「埃德加·索珀」（Edgar Sopper）兩隻渡鴉有關。詹姆斯·鴉是一隻深受喜愛且壽命長久的渡鴉，當牠去世時引發不少騷動。察覺其他鳥兒對其死亡的反應後，埃德加·索珀決定装死來博取關注。他的演技逼真到令渡鴉大師完全信以為真，當渡鴉大師撿起「屍體」時，埃德加突然咬了他的手指，並「嘎嘎大笑著拍翅飛走」。
同樣地，「梅麗娜」（Merlin）因偶爾裝死戲弄遊客而聞名。她會仰躺在地，雙腳朝天，直到遊客驚叫、驚慌逃離或去尋求幫助。
1990年，牧師諾曼·胡德（Norman Hood）在倫敦塔內一間房間去世。前任助理渡鴉大師湯姆·特倫特（Tom Trent）表示，這些渡鴉似乎感知了他的死訊，隨即聚集在聖彼得教堂，發出鳴叫，然後安靜下來，彷彿在哀悼。多項研究指出，鴉科會舉行類似「葬禮」的行為，即為死去的同伴哀悼並靜靜圍繞其屍體。:103

## 另見
- 科貝家族（英语：Corbet family）
- 渡鴉的文化描寫（英语：Cultural depictions of ravens）
- 瓦列里亞氏族（英语：Gens Valeria）
- 著名鳥類列表（英语：List of individual birds）
- 倫底尼姆（英语：Londinium）
- 馬爾庫斯·瓦列里烏斯·科爾武斯（英语：Marcus Valerius Corvus）
- 馬爾庫斯·瓦列里烏斯·梅薩拉·科爾維努斯（英语：Marcus Valerius Messalla Corvinus）
- 倫敦塔渡鴉大師（英语：Yeomen Warders#Ravenmaster）

## 註解
1. ↑  渡鴉群體有時被稱為「不仁之群」（unkindness）或「陰謀」（conspiracy）。[2]
2. ↑  倫敦塔的三隻渡鴉中曾有一隻名叫格里普，牠是查爾斯·狄更斯飼養的寵物渡鴉。[26]

## 外部連結
- 维基共享资源上的相關多媒體資源：倫敦塔的渡鴉
- . Historic Royal Palaces.